# Bosque Sheka
El bosque de Sheka (7°33’50.11”N - 35°24’12.71”E) se encuentra en el sudoeste de Etiopía, a 400 km de Adís Abeba, en el centro de una amplia reserva de la biosfera.  En realidad, son retazos de bosque, de los que se dice de son los últimos bosques indígenas del país, pues se utilizan como medio de vida y como lugar sagrado para las comunidades locales, que en su mayoría, pertenecen al pueblo shekacho, que habla su propia lengua, el shekacho, de la familia de las lenguas afroasiáticas. 

## La tradición de losshekacho
El pueblo shekacho ha desarrollado a lo largo de los siglos una serie de prácticas religiosas basadas en tabúes religiosos y ritos ancestrales que han conservado el bosque sagrado intacto. De acuerdo con la tradición shekacho, está prohibido quemar los árboles de los bosques sagrados, especialmente los de determinadas especies, que se consideran lugar de reposo del espíritu divino, y que están reservados únicamente a las actividades religiosas. Cualquier uso del bosque para ampliar una zona de cultivos o de aprovechamiento debe consultarse con el líder espiritual, el gepitato, y con el clan. 
Sin embargo, los planes de desarrollo hacen que ahora se encuentre en peligro, amenazado por el aumento de la población y el desarrollo urbano. La tierra está siendo deforestada rápidamente para introducir plantaciones de té y café, que limitan el acceso de los nativos.
Además de los shekacho (el 34,7% de la población), viven en la reserva los kafficho (20,5%),  los amhara (20,5%), los  oromo (5%), los sheko (5%), los bench (4,8%) y los majangir (2%). 

## Reserva de la biosfera
En 2012, se creó la Reserva de la Biosfera del Bosque de Sheka, en torno al bosque sagrado. Situada entre los 7°6’24”N – 7°53’14”N de latitud y los 35°5’48”E - 35°44’11”E de longitud y con una extensión de 238.750 hectáreas, incluida las zonas de transición, tiene un núcleo de conservación de 55.250 hectáreas. El área incluye bosques, matorrales de bambú, tierras húmedas, terrenos agrícolas, asentamientos y pueblos. Las poblaciones que viven en la reserva se han comprometido a hacer un uso sostenible de los bosques tanto para la producción de la madera como de otros productos. Sin embargo, el bosque húmedo afromontano y el matorral alpino de bambú se consideran una de las ecorregiones más amenazadas del mundo.
Las comunidades locales explotan los bosques que hay dentro de la reserva para extraer materiales para la construcción, en forma de lianas , helechos gigantes (llamados aquí sesenos), madera para hacer muebles, carbón vegetal, colmenas y utensilios. Por otro lado, también se recolectan plantas medicinales y especies.
Por debajo de los 2.000 m de altitud, son importantes las plantaciones de café y la miel. Donde hay poblaciones cercanas, se usa la madera como combustible y se recolectan los frutos silvestres.

## Flora y fauna
Se calcula que en todos los ámbitos de la reserva hay unas 300 especies de plantas, entre árboles y arbustos, 50 de mamíferos, 200 de pájaros y 20 de anfibios. De estas, al menos 55 de plantas y 10 de pájaros son endémicas, y hay 38 entre flora y fauna en peligro. 
Las especies características del bosque montano incluyen árboles como Pouteria adolfi-friederici, Syzygium guineense, Polyscias fulva, Olea welwitschii, Diospyros abyssinica, Manilkara butugi y Cordia africana. Una cubierta discontinua de árboles de menos de 10 m de altura incluye Allophylus abyssinicus, Chionanthus mildbraedii, Clausena anisata, Coffea arabica y Deinbollia kilimandischarica. Entre los matorrales destacan Acanthus eminens, Dracaena fragrans, Lobelia giberroa, Senecio gigas y otros. El café es nativo en este lugar. Son abundantes las lianas y las plantas trepadoras, así como las epífitas, como Canarina abyssinica, Scadox nutans, Peperomia tetraphylla, Asplenium sandersonii, Loxogramme lanceolata, diferentes orquídeas, musgos y otras.
Entre los animales destaca un amplio rango de invertebrados que habitan en todos los niveles; los vertebrados incluyen anfibios, reptiles, pájaros y grandes y pequeños mamíferos. Destacan puercoespines, totas (Cercopithecus aethiops), monos azules (Cercopithecus mitis), monos obispo (Cercopithecus neglectus), babuinos, búfalos africanos, leones, leopardos, civetas africanas (Civettictis civetta), liebres etíopes (Lepus fagani), oropéndolas monje (Oriolus monacha), calaós abisinios (Bucorvus abyssinicus) y pitos abisinios (Dendropicos abyssinicus), entre otros.

En Etiopía hay alrededor de 200 etnias que dividen el país en nueve regiones principales. Una de ellas es la de las Naciones, Nacionalidades y Pueblos del Sur, dividida a su vez en 13 zonas, una de las cuales es la zona sheka, que ocupa cerca de 1240 km² y tenía, en 1994, una población de 131.860 habitantes. La mitad del territorio está cubierto de bosques.